# Thuốc lá điện tử

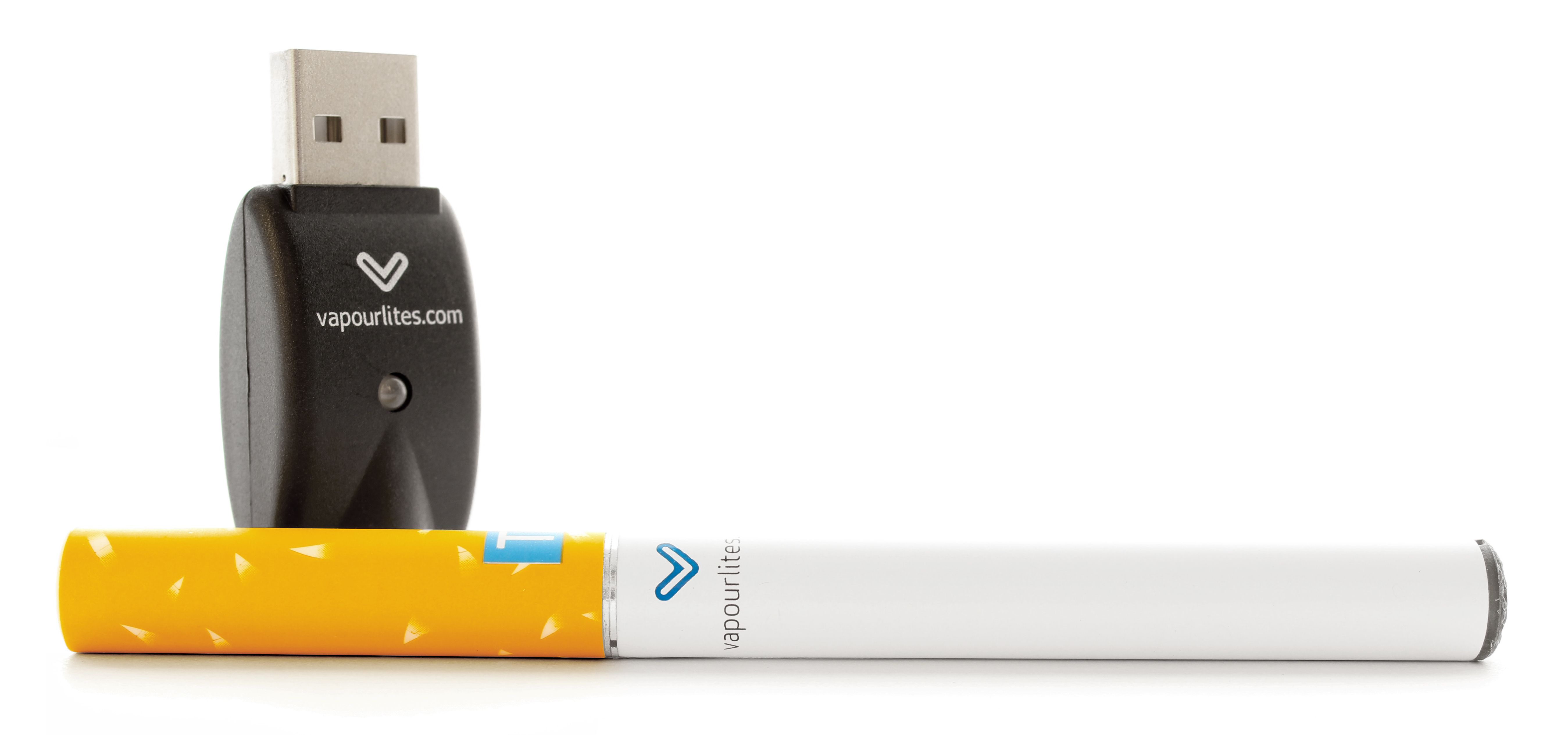
Một điếu thuốc lá điện tử thế hệ đầu giống như thuốc lá điếu. Phần pin của thuốc lá điện tử có thể được ngắt kết nối và sạc lại bằng bộ sạc điện USB.

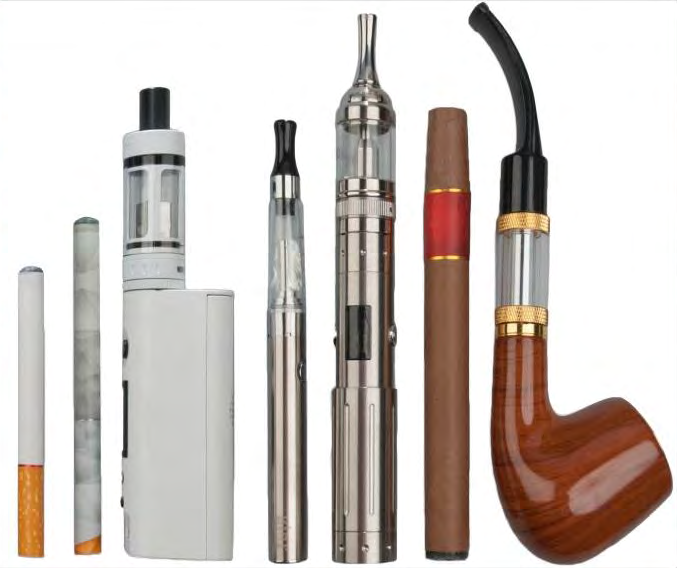
Nhiều loại thuốc lá điện tử, bao gồm thuốc lá điện tử dùng một lần, thuốc lá điện tử có thể sạc lại, thiết bị bể hút cỡ trung bình, thiết bị bể hút cỡ lớn, xì gà điện tử và tẩu thuốc điện tử.

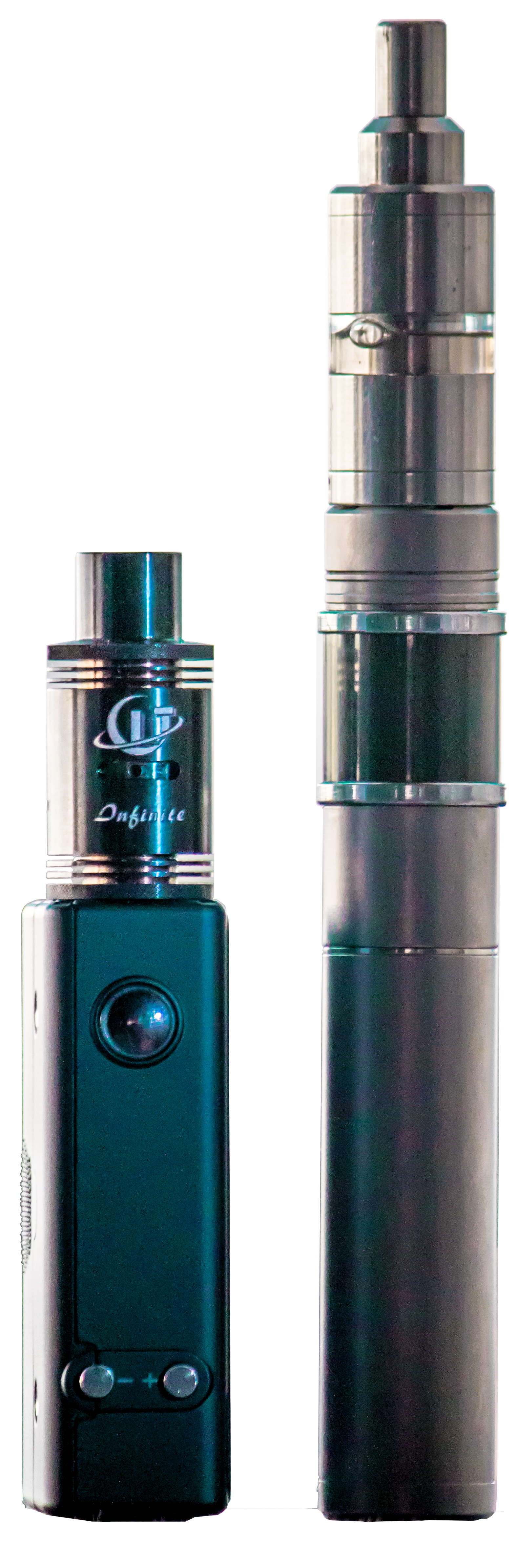
Thuốc lá điện tử thế hệ thứ 3

Thuốc lá điện tử là thiết bị mô phỏng hình dạng và chức năng của thuốc lá truyền thống. Nhưng khác với thuốc lá thường, thuốc lá điện tử không tạo khói mà tạo ra luồng hơi có mùi vị và cảm giác giống thuốc lá thật. Do không tạo khói khi hút, thuốc lá điện tử được các nhà sản xuất quảng cáo trên thị trường với khả năng loại bỏ các chất độc và mùi khó chịu chứa trong thuốc lá truyền thống
Ảnh hưởng sức khỏe của thuốc lá điện tử chưa được biết rõ, nhưng chúng có thể ít gây hại hơn so với hút thuốc lá. Hơi thuốc lá điện tử chứa ít hóa chất độc hại, ở nồng độ thấp hơn khói thuốc lá, nhưng có khả năng chứa các hóa chất độc hại không có trong khói thuốc lá.
Nicotine là chất độc hại và gây nghiện cao. Những người trẻ tuổi đặc biệt dễ bị nghiện và hầu hết (90%) người hút thuốc bắt đầu trước tuổi 18. Trong số những người dùng lần đầu, 32% những người dùng thử nicotine sau đó bị nghiện. Những người hút vape có nhiều khả năng bắt đầu chuyển sang hút thuốc lá quấn. Đối với những người hút thuốc, lời khuyên tốt nhất là bỏ thuốc lá, lý tưởng nhất là sử dụng liệu pháp cai thuốc lá như NRT. Tuy nhiên, đối với những người hút thuốc không thể hoặc không muốn bỏ sử dụng NRT thông thường, vaping có vai trò trong việc giảm tác hại của thuốc lá.

## Lịch sử
Herbert A. Gilbert là người đầu tiên đưa ra ý tưởng về thuốc lá điện tử vào năm 1963. Tuy nhiên, năm 2003 dược sĩ Đông y người Trung Quốc Hàn Lực (韓力) là người phát triển thuốc lá điện tử với hình dáng hiện đại ngày nay. Hơi được tạo ra, cũng dùng một kỹ thuật mà được áp dụng để tạo sương mù trên các sàn nhảy disco.

## Các loại
Thuốc lá điện tử có nhiều kích cỡ khác nhau, tuy không chênh lệch so với thuốc lá thường là mấy. Có nhiều loại thuốc lá điện tử được làm giống hình dạng của điếu thuốc lá thường ("Cig-a-likes"), xì-gà, hoặc hình chiếc bút máy chỉ dùng một lần. Ngoài ra còn có loại thuốc lá điện tử có thể dùng lại nhiều lần, gọi là E-Shishas, pin có thể sạc điện lại

## Ảnh hưởng đến sức khỏe
Lợi ích và rủi ro sức khỏe của thuốc lá điện tử là không rõ ràng; bao gồm cả những ảnh hưởng lâu dài. Có bằng chứng dự kiến rằng thuốc lá điện tử có thể giúp mọi người bỏ thuốc lá, nhưng thuốc cai thuốc lá ít nhất cũng có hiệu quả tương đương. Thuốc lá điện tử chứa các gói liều nicotine khác nhau, và các mức này được quy định ở một số quốc gia. Sau khả năng nghiện nicotine từ việc sử dụng thuốc lá điện tử, trẻ em và thanh thiếu niên có thể bắt đầu chuyển sang hút thuốc lá. Tác dụng của thuốc lá điện tử trong việc giảm tác hại của thuốc lá là không rõ ràng, trong khi một đánh giá khác cho thấy chúng dường như có khả năng làm giảm tử vong và bệnh liên quan đến thuốc lá. Các sản phẩm thay thế nicotine của Cơ quan Quản lý Dược phẩm và Thực phẩm Hoa Kỳ (FDA Hoa Kỳ) có thể an toàn hơn thuốc lá điện tử, nhưng thuốc lá điện tử thường được coi là an toàn hơn so với các sản phẩm thuốc lá đốt cháy thông thường. với tỷ lệ tử vong sớm được dự đoán là tương tự như thuốc lá không khói. Nguy cơ từ các ca bất lợi nghiêm trọng được báo cáo trong năm 2016 là thấp. Các tác dụng phụ ít nghiêm trọng hơn bao gồm đau bụng, nhức đầu, mờ mắt, kích thích họng và miệng, nôn mửa, buồn nôn và ho. Nicotine là có hại. Vào năm 2019 và 2020, một đợt bùng phát bệnh phổi vaping nghiêm trọng ở Mỹ được CDC ghi nhận là có liên quan chặt chẽ với vitamin E acetate.
Thuốc lá điện tử tạo ra số lượng lớn các hạt mịn và siêu mịn cao trong không khí như thuốc lá thường. "Chỉ có bằng chứng hạn chế cho thấy tác dụng phụ về hô hấp và tim mạch ở người", với các tác giả kêu gọi các nghiên cứu dài hạn hơn về chủ đề này. Tuy nhiên, hút thuốc lá điện tử có liên quan đến sự thay đổi biểu hiện gen có liên quan đến ung thư và ức chế hệ thống miễn dịch.

### Thai nghén
Một số nhóm cảm thấy rằng thuốc lá điện tử không phù hợp cho phụ nữ mang thai sử dụng. Đại học Nữ hộ sinh Hoàng gia tuyên bố rằng "Mặc dù các thiết bị vaping như thuốc lá điện tử (e-cigs) có chứa một số độc tố, nhưng chúng ở mức thấp hơn nhiều so với khói thuốc lá. Nếu một phụ nữ mang thai hút thuốc chọn sử dụng e-cig và nó giúp cô ấy bỏ hút thuốc và không hút thuốc trở lại, cô ấy nên được hỗ trợ để làm vậy. Dựa trên các bằng chứng có sẵn về an toàn thuốc lá điện tử, cũng không có lý do nào để tin rằng việc sử dụng e-cig có bất kỳ ảnh hưởng xấu nào đến việc nuôi con bằng sữa mẹ. bỏ hút thuốc và ở lại không khói thuốc. Dịch vụ Y tế Quốc gia Vương quốc Anh cho biết: "Nếu sử dụng thuốc lá điện tử giúp bạn cai thuốc lá, sẽ an toàn hơn cho bạn và em bé so với việc tiếp tục hút thuốc".. Nhóm thử thách hút thuốc trong thai kỳ nói rằng thuốc lá điện tử có khả năng gây hại ít hơn đáng kể cho phụ nữ mang thai và em bé so với việc tiếp tục hút thuốc. Hành động về Hút thuốc và Sức khỏe nói rằng "Riêng nicotine tương đối vô hại; tác hại chính của việc hút thuốc là từ các hóa chất độc hại trong khói thuốc lá" 
Nhiều phụ nữ hút vape tiếp tục làm như vậy trong khi mang thai vì nhận thấy sự an toàn của thuốc lá điện tử so với thuốc lá.

### Nghiên cứu về tác hại
Ở Mỹ, thuốc lá điện tử dường như đã trở thành mốt trong giới trẻ. Nhiều người cho rằng hút thuốc lá điện tử loại không nicotine thì an toàn. Theo một số liệu mới công bố của Trung tâm kiểm soát và phòng ngừa dịch bệnh Hoa Kỳ (Centers for Disease Control and Prevention - CDC), người dưới 18 tuổi có xu hướng sử dụng thuốc lá điện tử gấp 3 lần so với người lớn.
Nhóm nghiên cứu của Đại học California Mỹ đã lựa chọn đối tượng là thanh thiếu niên cho nghiên cứu về tác hại của thuốc lá điện tử. Các nhà khoa học phân tích mẫu nước bọt và nước tiểu của 67 thanh thiếu niên dùng thuốc lá điện tử, 17 thiếu niên hút thuốc lá điếu truyền thống hoặc cả hai loại và 20 em khác không hút thuốc. Kết quả cho thấy nhóm dùng thuốc lá điện tử có hàm lượng các hợp chất hữu cơ độc hại cao gấp 3 lần nhóm không hút thuốc và tương đương với nhóm hút thuốc lá điếu (conventional cigarettes). Bởi lẽ, nicotine không phải là thứ độc hại duy nhất trong một điếu thuốc lá. Những chất độc khác ngoài nicotine tìm thấy trong thuốc lá điện tử là những chất làm tăng nguy cơ ung thư đã tìm thấy trong thuốc lá điếu trong nhiều nghiên cứu trước đây: acrylonitrile, acrolein, propylene oxide, acrylamide, crotonaldehyde...Ngoài ra, các chất bảo quản propylen glycol hay glycerin được sử dụng để giữ các dung dịch trong thuốc lá điện tử ở dạng lỏng, có thể an toàn trong nhiệt độ phòng nhưng vô cùng độc hại khi được làm nóng lên và ở nhiệt độ cần thiết để bốc hơi. Người dùng đã phải hít chính thứ hơi bốc lên đó. Theo tiến sĩ Mark L. Rubinstein, giáo sư nhi khoa (professor of pediatrics) tại Đại học California ở San Francisco, thành viên nhóm nghiên cứu, thiếu niên cần hít không khí trong lành chứ không phải khói thuốc, ở bất kỳ dạng nào. Ông nhấn mạnh rằng phải truyền đi thông điệp rõ ràng rằng hơi thuốc lá điện tử rất độc hại cho người hút và những người xung quanh.